# Мексиканские черепахи
Мексиканские черепахи (лат. Dermatemydidae) — семейство скрытошейных черепах.
Характерные признаки этой группы — крупный пластрон, соединённый с карапаксом широкой перемычкой из дополнительных подкраевых щитков, и передневогнутые хвостовые позвонки.

## Классификация
- Семейство Мексиканские черепахи (Dermatemydidae) 
  - Род Мексиканские черепахи (Dermatemys)
    - Мексиканская черепаха (Dermatemys mawii)

Это семейство образует всего один вид, однако известен целый ряд ископаемых видов. Таким образом, к настоящему времени имеются лишь остатки некогда обширного семейства.